# Varbla (commune)

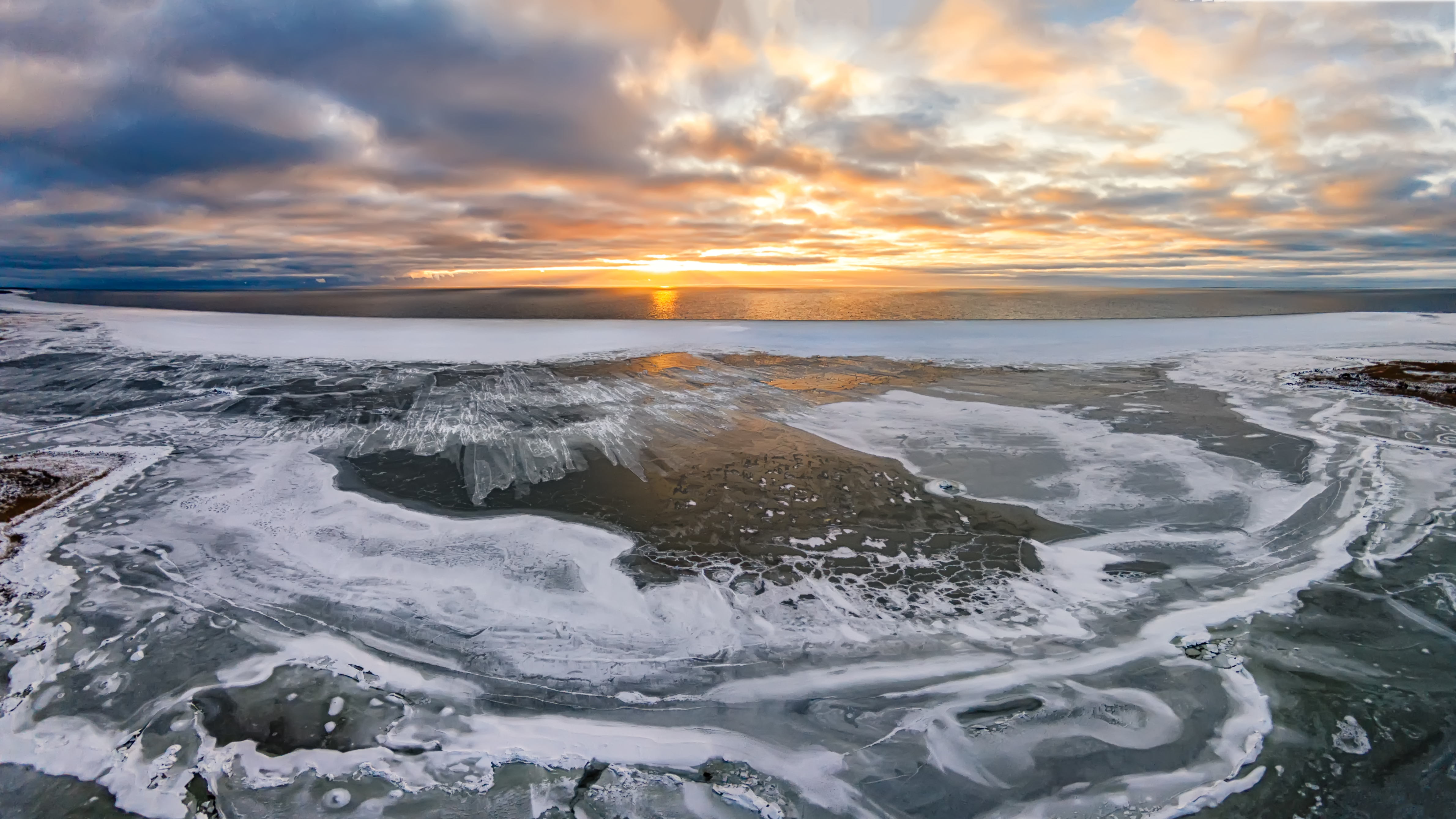
Coucher de soleil sur une plage de Varbla.

Varbla (en estonien : Varbla vald) est une ancienne commune rurale d'Estonie située dans le comté de Pärnu. En 2012, la population s'élevait à 853 habitants.

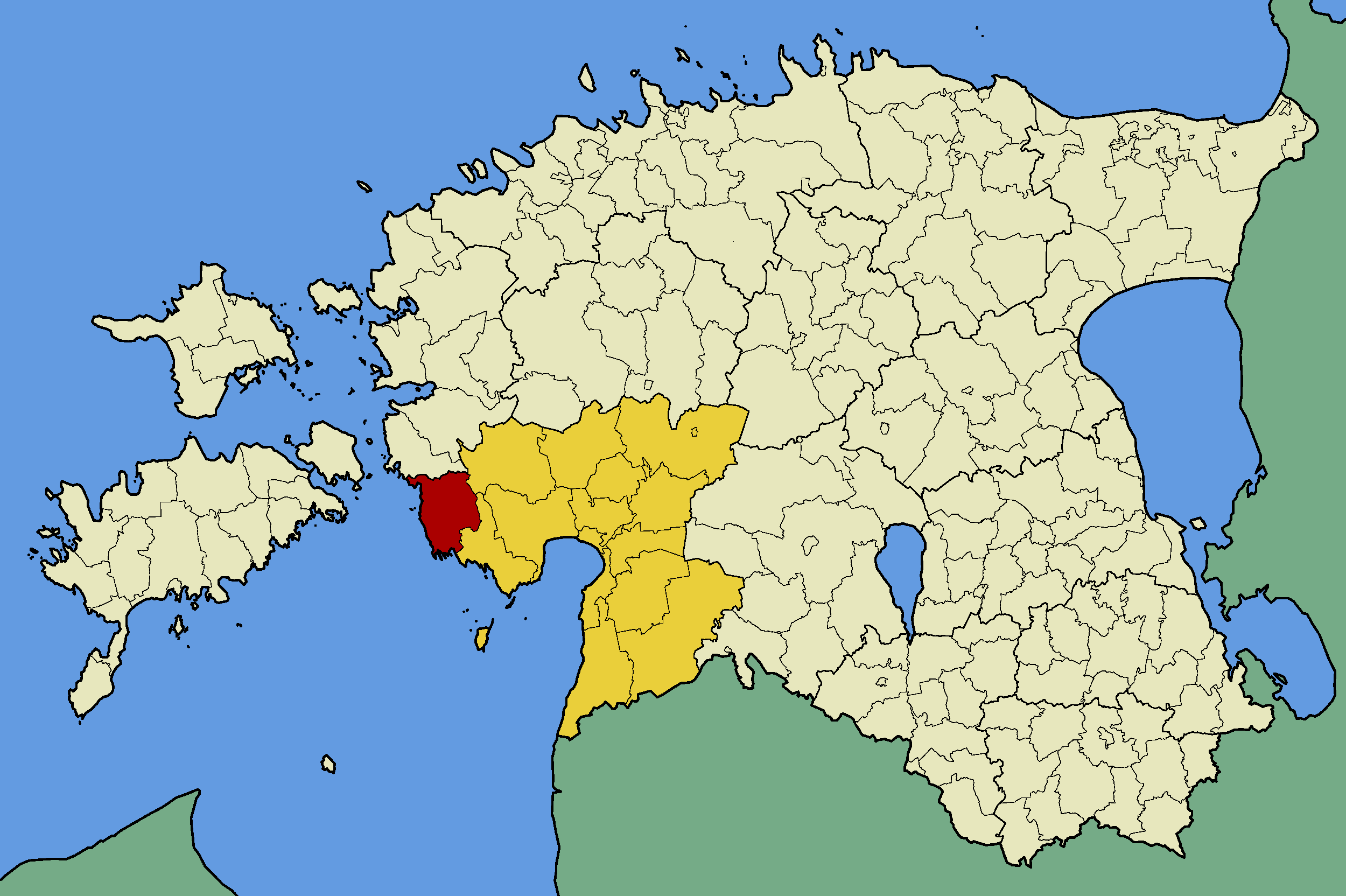
Ancienne commune de Varbla (en rouge) dans le comté de Pärnu (en jaune).

Elle s'étendait sur 314 km2 et regroupait les villages de Allika, Ännikse, Aruküla, Haapsi, Helmküla, Hõbesalu, Kadaka, Kanamardi, Käru, Kidise, Kilgi, Koeri, Korju, Kulli, Maade, Mäliküla, Matsi, Mereäärse, Mõtsu, Muriste, Nõmme, Õhu, Paadrema, Paatsalu, Piha, Rädi, Raespa, Raheste, Rannaküla, Rauksi, Saare, Saulepi, Selja, Sookalda, Tamba, Täpsi, Tiilima, Tõusi, Vaiste et Varbla.
En octobre 2017, elle est supprimée et fusionnée avec Hanila, Lihula et Koonga pour former la nouvelle commune de Lääneranna.